# Cambridge Philosophical Society
Die Cambridge Philosophical Society (CPS) ist eine 1819 gegründete britische wissenschaftliche Gesellschaft zur Förderung der Naturwissenschaften.

## Geschichte
Sie wurde 1819 von Adam Sedgwick, John Stevens Henslow und Edward Daniel Clarke in Cambridge gegründet, damit Absolventen der Universität dort wissenschaftliche Themen diskutieren konnten. Die wissenschaftliche Forschung in den Naturwissenschaften und der Mathematik lag damals an der Universität darnieder. Die Gesellschaft hatte bald nach ihrer Gründung eine umfangreiche Bibliothek aufgebaut (später die Central Science Library der Universität) und das erste naturwissenschaftliche Museum in Cambridge (das spätere Museum für Zoologie). Mitglieder der Gesellschaft engagierten sich auch in der Curriculum-Reform an der Universität Cambridge in den Naturwissenschaften. Seit 1819 gibt es alle zwei Wochen Treffen der Gesellschaft.

## Zeitschriften
Die Gesellschaft hat die Zeitschriften Biological Reviews (seit 1926) und die Mathematical Proceedings of the Cambridge Philosophical Society (Math. Proc. Camb. Philos. Soc., vorher Proceedings of the Cambridge Philosophical Society), die ab 1843 erscheinen (ISSN 0305-0041). Sie erscheinen alle zwei Monate, umfassen alle Teilgebiete der Mathematik und außerdem mathematische und theoretische Physik.  Zwischen 1821 und 1928 gab es auch die Transactions of the Cambridge Philosophical Society.

## Mitglieder und Henslow-Fellowship
Es gibt Ehrenmitglieder (Honorary Members) und Fellows (Abkürzung F.C.P.S.). Ein Fellow wird auf Vorschlag eines Mitglieds (der mindestens drei Jahre Mitglied sein muss) und einer Person mit wissenschaftlicher Reputation auf dem jeweiligen Wissensgebiet gewählt.
Seit 2010 vergeben die Gesellschaft für Postdoktoranden eine dreijährige Henslow-Fellowship.